# De re rustica (Varrone)
(Varrone, De re rustica, I 1)
Il De re rustica (più compiutamente De re rustica libri III), o Res rusticae, è un'opera didascalica di Marco Terenzio Varrone, scritta in prosa nel 37 a.C..

## Struttura
Diviso in tre libri, il De re rustica ci è giunto quasi totalmente. Il primo libro (De agricultura), dedicato alla moglie, tratta dell'amministrazione delle proprietà terriere, dai piccoli campi alle grandi villae. Il secondo libro (De re pecuaria), dedicato all'amico Turranio Nigro (altrimenti ignoto), tratta dell'allevamento degli armenti e della pastorizia. Infine il terzo libro (De villatica pastione o De villaticis pastionibus), dedicato all'amico Quinto Pinnio, tratta degli altri animali allevabili nelle grandi villae.
L'opera si colloca nell'emergente crisi agricola nella Roma post guerra civile; a tal scopo intende fornire consigli che possano ottimizzare la resa dei terreni, allora coltivati con metodi estensivi e in verità poco fruttuosi. In essa, seguendo l'esempio ciceroniano, anche se con minore padronanza stilistica, l'autore ha utilizzato il modello del dialogo aristotelico, assegnando ad ogni interlocutore un intervento autoconclusivo. Sulla data fittizia del dialogo dell'ultimo libro non c'è unanimità tra gli studiosi: per alcuni si svolge nel 54 a.C., per altri nel 50 a.C.
Varrone elogia l'agricoltura nelle sue varie forme, da un punto di vista economico, ma anche per il piacere ricavabile da essa; con sguardo nostalgico, su cui si innesta la celebrazione del mos maiorum, i valori dei padri, ripensa ai tempi antichi come a un passato caratterizzato da benessere e serenità da contrapporre a quelli moderni privi di veri meriti.

## Edizioni
- Scriptores rei rusticae, Venetiis, Nicolaus Ienson Gallicus, 1472 [Contiene i De re rustica di Catone, Varrone, Columella e Rutilio Tauro Palladio ] (editio princeps)
- Rerum rusticarum libri tres, Recognovit Henricus Keil, Lipsiae, in aedibus B.G. Teubneri, 1889 («Bibliotheca scriptorum Graecorum et Romanorum Teubneriana »)
- Rerum rusticarum libri tres, Post Henricum Keil iterum edidit Georgius Goetz, Lipsiae, in aedibus B.G. Teubneri, 1912  («Bibliotheca scriptorum Graecorum et Romanorum Teubneriana »)
- Edizione del 1549 Lione Rivista I tempi della terra

## Traduzioni italiane
- Dell'agricoltura, con note, Traduzione del dottor Giangirolamo Pagani, Tomo I-IV, Venezia, dalla tipografia Pepoliana, 1795-97 («Rustici latini volgarizzati»)
- La vita dei campi, Versione di Alfredo Bartoli, Milano, Notari, 1930 («Collezione Romana»)